# ガガウズの元首
ガガウズの元首（ガガウズのげんしゅ、ガガウズ語: Gagauz Yeri başkanı、ルーマニア語: Guvernator al UTA Găgăuzia、ロシア語: Башкан Гагаузии）は、モルドバ・ガガウズ自治区の首長である。知事とも訳されるが、ガガウズ語名のバシュカン（Başkan）は元首を意味する。

## 概要
1994年12月23日に採択され、1995年1月14日に発効したガガウズの法的地位に関する法律第344-XIII号の第14条によって創設された。ガガウズ自治区のすべての行政機関はガガウズ元首に従属している。ガガウズ人民議会の許可を得て、法律に署名または拒否権を発動し、自治区全域で有効な決定や布告を発行できる。また元首はガガウズ執行委員会の委員長を兼任し、執行委員会のメンバーを任命する。ほかにも免責特権、人民議会の解散権をもち、恩赦を与えられる。
知事は普通、平等、直接、秘密かつ自由な選挙により選出される。任期は4年で、連続して2期まで務めることができる。被選挙権は35歳以上のモルドバ国民であり、ガガウズ語を理解できなければならない。
元首がモルドバ憲法、ガガウズ特別地位法、ガガウズ憲法および法律、議会議決に違反した場合、あるいは人民議会および裁判所が認定した犯罪を行った場合は罷免される可能性がある。また人民議会の議員の3分の1以上が賛成することで元首の不信任決議が行え、決議された場合は30日以内に元首の罷免に関する住民投票を実施する。元首が健康上あるいは他の問題により職務不能となった場合は、執行委員会の第一副委員長が職務を代行する。
ガガウズ元首は法律によりモルドバの内閣の一員としても数えられるが、モルドバの大統領から任命される形をとるため、大統領が拒否した場合は認められない。例として2023年に就任したエフゲニア・グシュルはマイア・サンドゥ大統領が承認していないため、2024年6月時点でも内閣の公式サイトにはグシュルが掲載されていない。
ガガウズ自治区が成立する以前のガガウズ共和国時代は最高会議議長、次いで大統領が元首格であった。

## 宣誓
ガガウズ元首に就任する者は、選挙結果の公式発表から30日以内に、人民議会とガガウズ裁判所の特別会議の場で次の文をガガウズ語で宣誓しなければならない。この宣誓をもって元首の権限を実際に行使できるようになる。
| 「 | 私はガガウズの人々に忠実に奉仕し、人間と市民の権利と自由を尊重・保護し、モルドバ共和国憲法、ガガウズの憲法と法律を厳格に遵守し、ガガウズ元首に与えられた高い義務を誠実に履行することを厳粛に誓います。 | 」 |

## ガガウズの歴代元首一覧
ここではガガウズ自治区元首のほかに、前身のガガウズ共和国、歴史的なガガウズ国家のコムラト共和国の元首格についても掲載する。

### コムラト共和国（1906年）
| 代 | 画像 | 氏名 ガガウズ語名                       | 就任日       | 退任日        | 在任期間 | 所属政党                | 備考                                    |
| -- | ---- | --------------------------------------- | ------------ | ------------- | -------- | ----------------------- | --------------------------------------- |
| 01 |      | アンドレイ・ガラツァン Andrey Galaţanın | 1906年1月6日 | 1906年1月12日 | 6日      | 無所属 (社会主義革命家) | 反乱指導者 ロシア帝国によって鎮圧された |

### ガガウズ共和国（1990年 - 1995年）
| 代 | 画像          | 氏名 ガガウズ語名             | 就任日        | 退任日                                                                     | 在任期間    | 所属政党 | 備考         |
| -- | ------------- | ----------------------------- | ------------- | -------------------------------------------------------------------------- | ----------- | -------- | ------------ |
| 01 |               | ステパン・トパル Stepan Topal | 1990年8月19日 | 1991年12月1日                                                              | 4年 + 304日 | 無所属   | 最高議会議長 |
| 01 | 1991年12月1日 | ステパン・トパル Stepan Topal | 1995年6月19日 | 大統領 1995年1月14日にガガウズ自治区が創設され、ガガウズ共和国は事実上消滅 | 4年 + 304日 | 無所属   |              |

### ガガウズ自治区元首（1995年 - 現在）
| 代  | 画像          | 氏名 ガガウズ語名                            | 期            | 就任日         | 退任日         | 在任期間    | 所属政党             | 備考                                                                                    |
| --- | ------------- | -------------------------------------------- | ------------- | -------------- | -------------- | ----------- | -------------------- | --------------------------------------------------------------------------------------- |
| 01  |               | ゲオルゲ・タブンシュチッチ Georgiy Tabunşçik | 01            | 1995年6月19日  | 1999年9月24日  | 4年 + 97日  | モルドバ共和国共産党 |                                                                                         |
| 02  |               | ドゥミトル・クロイト Dmitriy Kroytor         | 02            | 1999年9月24日  | 2002年6月21日  | 2年 + 270日 | 無所属               |                                                                                         |
| -   |               | ヴァレリウ・ヤニオグロ Valeriy Yanioglo      | 02            | 2002年6月21日  | 2002年7月10日  | 19日        | 無所属               | 元首代行 クロイトによって元首代行に任命されるも、人民議会が否決                         |
| 0-  |               | イヴァン・クリスティグロ Ivan Kristioglo     | 02            | 2002年7月10日  | 2002年7月29日  | 19日        | 無所属               | 元首代行 人民議会によって元首代行に任命されるも、モルドバ憲法裁判所によって取り消された |
| 0-  |               | ゲオルゲ・モロ Georgiy Molla                 | 02            | 2002年7月29日  | 2002年11月9日  | 103日       | 無所属               |                                                                                         |
| 03  |               | ゲオルゲ・タブンシュチッチ Georgiy Tabunşçik | 03            | 2002年11月9日  | 2006年12月29日 | 4年 + 50日  | モルドバ共和国共産党 |                                                                                         |
| 04  |               | ミハイル・フォルムザル Mihail Formuzal       | 04            | 2006年12月29日 | 2010年         | 8年 + 107日 | モルドバ地域党       |                                                                                         |
| 04  | 05            | ミハイル・フォルムザル Mihail Formuzal       | 2010年        | 2015年4月15日  |                | 8年 + 107日 | モルドバ地域党       |                                                                                         |
| 05  |               | イリナ・ヴラ İrina Vlah                      | 06            | 2015年4月15日  | 2019年7月19日  | 8年 + 95日  | 無所属               | 史上初の女性元首。2021年までモルドバ最高安全保障評議会メンバーを兼任                    |
| 05  | 07            | イリナ・ヴラ İrina Vlah                      | 2019年7月19日 | 2023年7月19日  |                | 8年 + 95日  | 無所属               | 史上初の女性元首。2021年までモルドバ最高安全保障評議会メンバーを兼任                    |
| 06  |               | エフゲニア・グシュル Evgeniya Guţul          | 08            | 2023年7月19日  | 2024年4月21日  | 1年 + 236日 | 無所属               | ショル党の党員だが、同党が2023年6月19日に活動禁止となったため、無所属として就任         |
| (6) | 2024年4月21日 | エフゲニア・グシュル Evgeniya Guţul          | 08            | 現職           | 勝利           | 1年 + 236日 | 政党連合結成         |                                                                                         |